# Adrian Piperi
Adrian Piperi (conocido como Tripp Piperi; 20 de junio de 1999) es un deportista estadounidense que compite en atletismo.
Ganó una medalla de bronce en el Campeonato Mundial de Atletismo en Pista Cubierta de 2025, en la prueba de lanzamiento de peso.
Estudió el grado de Comunicación Estratégica en la Universidad de Texas en Austin.

## Palmarés internacional
| Campeonato Mundial en Pista Cubierta | Campeonato Mundial en Pista Cubierta | Campeonato Mundial en Pista Cubierta | Campeonato Mundial en Pista Cubierta |
| Año                                  | Lugar                                | Medalla                              | Prueba                               |
| ------------------------------------ | ------------------------------------ | ------------------------------------ | ------------------------------------ |
| 2025                                 | Nankín (China)                       | Medalla de bronce                    | Peso                                 |